# Eu Te Darei o Céu
Eu te Darei o Céu é um curta-metragem erótico brasileiro de 2005 dirigido por Afonso Poyart e escrito por Nanna de Castro. É estrelado por Nanny di Lima e André Gonçalves. O filme ganhou quatro prêmios no Festival de Gramado, incluindo de Melhor Trilha Sonora, Melhor Edição e Melhor Filme pelo júri popular. 

## Ligações Externas
- Eu Te Darei o Céu. no IMDb.